# Breitenbach (Svizzera)
Breitenbach (toponimo tedesco) è un comune svizzero di 3 754 abitanti del Canton Soletta, nel distretto di Thierstein del quale è capoluogo.